# Volo Partnair 394
Il volo Partnair 394 era un volo charter che il giorno 8 settembre 1989 è precipitato al largo delle coste della Danimarca, 18 km a nord di Hirtshals. Tutte le 55 persone a bordo sono decedute nell'incidente, rendendolo sia il più grave mai accaduto in Danimarca che il più grave mai occorso ad una compagnia aerea norvegese. La causa dell'incidente è da imputare all'utilizzo di materiale di ricambio non originale utilizzato in una riparazione effettuata poche settimane prima.

## L'aereo
Il velivolo era un Convair CV-580 costruito nel 1953 che nel corso degli anni ha avuto svariati proprietari. Nel 1960 i motori a pistoni furono sostituiti con due motori turboelica che garantivano maggiore potenza. Nel settembre 1978 l'aereo ebbe un grave incidente, ma fu riparato. Prima che Partnair l'acquistasse, l'aereo era di proprietà di una società canadese specializzata nella manutenzione dei Convair.

## Antefatto
Nelle settimane precedenti l'incidente, Partnair ebbe problemi finanziari tali che proprio quell'8 settembre l'autorità norvegese di controllo per l'aviazione inviò un comunicato a tutti gli aeroporti della nazione nel quale si chiedeva di non consentire il decollo di nessun aereo della Compagnia finché non fossero state pagate tutte le fatture.

## Il volo e l'incidente
Il Convair era in volo da Oslo, Norvegia ad Amburgo, Germania. I passeggeri erano tutti dipendenti della compagnia di navigazione Wilhelmsen Lines che si stavano recando ad Amburgo per assistere alla cerimonia di inaugurazione di una nuova nave. L'equipaggio di condotta era composto dal Comandante Knut Tveiten e dal Primo Ufficiale Finn Petter Berg. Prima del decollo, il meccanico addetto all'ispezione scoprì che uno dei due generatori di corrente principali non funzionava, ma non fu in grado di ripararlo. In Norvegia un aereo può volare solamente se ha due generatori di corrente funzionanti; quindi il copilota suggerì di lasciare acceso durante il volo l'Auxiliary Power Unit (APU) in modo da avere a disposizione le due fonti di energia necessarie. Quello che i piloti non sapevano era che uno dei tre supporti dell'APU era rotto e che la vibrazione risultante sarebbe stata un fattore determinante nel disastro.
L'aereo poté decollare solamente quando i piloti saldarono di tasca loro il conto del catering, così come stabilito dall'autorità di controllo dell'aviazione.
Dopo il decollo, mentre sorvolava il mare, l'aereo fu superato da un F-16 Falcon dell'aeronautica militare norvegese. Il pilota del caccia contattò il controllo del traffico aereo di Oslo per informare del fatto che l'aereo civile era apparso all'improvviso e che probabilmente era più vicino di quanto il suo radar di bordo indicasse. Elemento che non ebbe ripercussioni per quanto concerne l'incidente.
Mentre l'aereo si avvicinava alla costa danese, 22.000 piedi sopra il Mare del Nord, la sezione di coda del velivolo cominciò a vibrare a causa del montante di sostegno dell'APU rotto, ma soprattutto a causa di tre bulloni contraffatti, con standard di resistenza inferiori a quelli richiesti dai protocolli di sicurezza, utilizzati per fissare la deriva alla sua sede. Le vibrazioni dell'APU e della coda dell'aereo raggiunsero la stessa frequenza ed entrarono in sincronizzazione, un fenomeno noto come risonanza. Il timone si spostò a sinistra, causando una brusca imbardata dallo stesso lato e una rapida caduta per diverse centinaia di metri. I piloti, per un breve momento, riuscirono a riprendere il controllo del velivolo, ma il timone si spostò nuovamente a sinistra e i pannelli che consentivano l'accesso ai contrappesi utilizzati per il movimento del timone si distaccarono. L'aereo imbardò nuovamente e la sezione di coda si staccò. Il resto del velivolo si disintegrò durante la caduta verso il mare.

## Le indagini

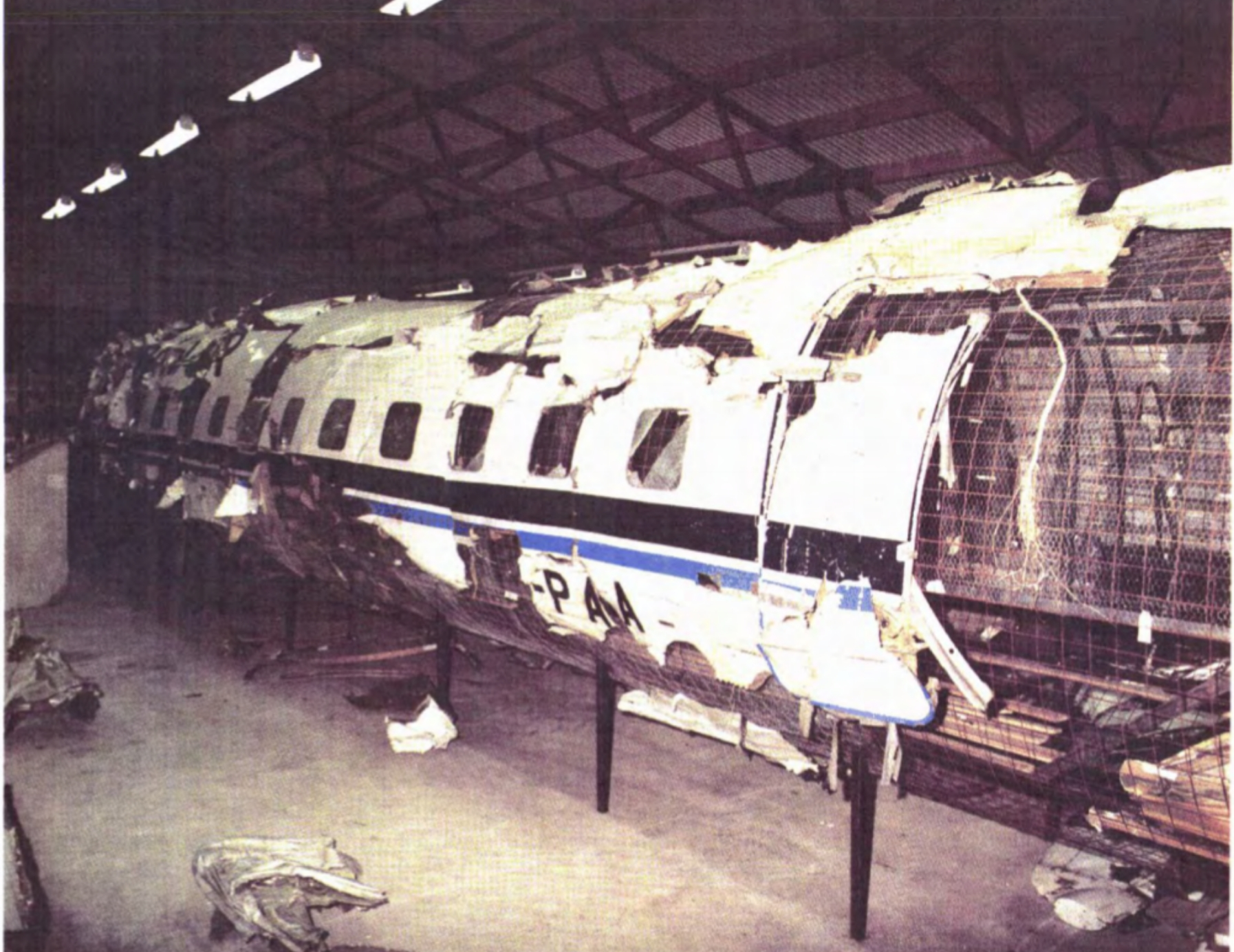
Ricostruzione della fusoliera

Le indagini furono affidate all'Accident Investigation Board Norway (AIBN). Nel frattempo furono recuperati cinquanta dei cinquantacinque corpi delle vittime che furono inviati in Danimarca per le autopsie. Gli investigatori utilizzarono sonar a scansione laterale per tracciare la posizione dei rottami e scoprirono che essi erano disposti in un'area di 2 km di larghezza, fatto che indicava che l'aereo si era disintegrato in aria e non nell'impatto con la superficie del mare. I rottami furono recuperati e portati in un magazzino dove fu ricostruito il 90% dell'aereo.
La stampa norvegese speculò sulla disintegrazione in volo dell'aereo sostenendo che essa era dovuta allo scoppio di una bomba, come accaduto nel dicembre 1988 al volo Pan Am 103, in quanto il Primo Ministro norvegese Gro Harlem Brundtland aveva usato proprio quell'aereo in occasione dei suoi viaggi per la campagna elettorale; ipotesi avvalorata dalle dichiarazioni dei testimoni dell'incidente che affermarono di aver udito un forte rumore prima di vedere l'aereo cadere.
Quando fu ritrovata, la scatola nera venne immediatamente inviata nei laboratori della AIBN per le analisi. Il Flight Data Recorder (FDR) era un modello analogico molto antiquato che utilizzava la rotazione di una sottile lamina di alluminio graffiata da un ago per registrare la variazione di altitudine dell'aereo. Il tecnico che l'analizzò riscontrò che l'ago aveva marcato due linee parallele,  ma nessuno degli esperti chiamati come consulenti riuscì a dare una spiegazione plausibile di questo fatto, quindi venne deciso di inviare il FDR alla ditta americana che lo aveva costruito. Il Cockpit Voice Recorder (CVR) registra di solito, in caso di incidente, gli ultimi minuti del volo, mentre quello montato sul Convair registrò solamente l'inizio delle manovre di decollo. Analizzando i registri di manutenzione gli investigatori scoprirono che 10 anni prima il CVR era stato modificato in modo che utilizzasse come fonte di energia il generatore elettrico principale dell'aereo invece della batteria se durante il decollo fosse stata applicata piena potenza. Dal momento che il generatore non era funzionante, il CVR funzionò solamente fino al momento del decollo.
Gli investigatori cominciarono ad analizzare il relitto dell'aereo. Su una porzione della fusoliera furono ritrovate tracce di esplosivo ad alto potenziale, questo portò la stampa ad ipotizzare che l'aereo potesse essere stato abbattuto da un missile lanciato per errore durante un'esercitazione navale della NATO che si era tenuta proprio il giorno dell'incidente. Ulteriori analisi permisero di determinare che il residuo di esplosivo era presente in quantità troppo piccola per poter essere stato lasciato da una bomba o da un missile, quindi si concluse che il relitto potesse essere stato contaminato una volta giunto sul fondo del mare, dove si trovavano munizioni risalenti alla Seconda Guerra Mondiale.
Il metallurgista Terry Heaslip della Canadian Company Accident Investigation and Research Inc esaminò il rivestimento della deriva e vi trovò segni di surriscaldamento tipici del fenomeno chiamato flutter. Il fatto portò gli investigatori ad analizzare approfonditamente la coda del velivolo. I tecnici scoprirono che nella turbina dell'APU erano presenti dei detriti, cosa che indicava che l'APU era in funzione al momento dell'incidente. Il meccanico che aveva controllato l'aereo il giorno dell'incidente, interrogato in proposito, rivelò che uno dei due generatori principali non funzionava e che non era riuscito a ripararlo; gli investigatori capirono che l'APU era rimasto in funzione per sostituire il generatore guasto, ma scoprirono anche che uno dei suoi tre supporti era rotto. Per capire se la rottura era già presente prima dell'incidente furono interrogati alcuni passeggeri che avevano volato sull'aereo. Uno di loro disse che, avendo volato anche su altri Convair, quello vibrava decisamente più degli altri.
Gli investigatori si accorsero che i 2 pannelli di copertura del vano dei contrappesi non erano stati recuperati, ma, siccome erano costruiti con alluminio a  nido d'ape, avevano notevoli proprietà riflettenti tali che un radar svedese, poco prima che la coda si staccasse dall'aereo, li aveva captati qualificandoli come oggetti non identificati. Analizzando i dati del radar gli investigatori capirono che i pannelli, colpiti dai contrappesi che erano stati spostati bruscamente dal movimento del timone, si erano distaccati alla quota di 22.000 piedi, seguiti poco dopo dal resto della coda.
A questo punto, gli investigatori sapevano come si era distrutto l'aereo, ma non sapevano per quale causa. Partnair suggerì che l'F-16 potesse essere passato più vicino al Convair e più velocemente di quanto riportavano i media, pertanto, l'onda di pressione generata dalla rottura della barriera del suono avrebbe causato la distruzione dell'aereo. Flygtekniska Försöksanstalten, una società svedese che si occupava di ricerche aeronautiche, disse che la probabilità che questa fosse la causa del disastro era del 60%. Il pilota dell'F-16 testimoniò che il suo aereo era passato a più di 1.000 piedi dal Convair e gli investigatori calcolarono che il caccia sarebbe dovuto passare a pochi metri dall'aereo civile per poterlo danneggiare.
Quando il Flight Data Recorder arrivò nella fabbrica di produzione, il titolare lo fece analizzare da un ex-dipendente oramai in pensione che era ritenuto il massimo esperto per quel tipo di strumento. Egli concluse che il doppio segno lasciato dall'ago era stato causato da forti vibrazioni che sollecitavano il FDR. Analizzando le tracce sulla lamina d'alluminio, riuscì a determinare che le vibrazioni erano presenti da parecchio tempo, ma che si erano arrestate per qualche settimana per poi ricominciare 2 mesi prima dell'incidente. Gli investigatori capirono che oltre all'APU c'era qualcos'altro che provocava vibrazioni e scoprirono che, durante il periodo nel quale non erano state registrate, l'aereo era stato sottoposto ad una revisione in Canada presso le officine del precedente proprietario dell'aereo. Quando l'azienda canadese effettuò i voli di prova e durante i primi voli dopo la manutenzione, le vibrazioni erano quasi del tutto scomparse. Esaminando i registri di manutenzione, gli investigatori scoprirono che, durante la revisione, era stato sostituito uno dei 4 bulloni che fissava la deriva alla fusoliera. A questo punto, decisero di analizzare i bulloni e videro che non erano ricambi originali e che erano stati fabbricati in maniera approssimativa e questo fatto aveva ridotto la loro resistenza del 40%.
Gli investigatori conclusero che l'utilizzo dell'APU (che aveva un supporto rotto), in combinazione con le vibrazioni prodotte dalla deriva fissata alla fusoliera con bulloni non idonei, aveva causato un'oscillazione aeroelastica che provocò la «rottura di primarie superfici di controllo durante il volo».

## Conseguenze
Come conseguenza dell'incidente aumentò il controllo per prevenire l'utilizzo di parti di ricambio non autentiche in quanto il loro utilizzo era pratica piuttosto diffusa tra le aziende che si occupavano di manutenzione. Il Dipartimento dei Trasporti degli Stati Uniti d'America (USDOT), l'ente che sovrintende la Federal Aviation Administration (FAA), decise di monitorare il mercato dei pezzi di ricambio negli Stati Uniti e proprio nel magazzino della FAA vennero trovati il 39% di ricambi falsi, i quali provenivano per la maggior parte da uno dei broker più importanti del settore dei ricambi aeronautici. Controllando il suo deposito venne appurato che il 95% dei pezzi presenti era falso. Maria Schiavo, l'ex ispettore generale dell'USDOT, dichiarò che non c'era "alcuna regolamentazione di sorta" per i broker, aggiungendo che un individuo con un telefono e un fax potrebbe diventare un broker in poco tempo, approvvigionandosi da discariche, impianti di demolizione, vecchi aerei, velivoli coinvolti in incidenti e produttori di pezzi falsi. I pezzi falsi costavano fino all'80% in meno rispetto a quelli originali e le compagnie aeree con problemi finanziari non esitavano ad utilizzarli per tagliare i costi.
L'FBI arrestò diversi broker che fornivano ricambi falsi. La FAA scoprì che c'era un'organizzazione che produceva parti di ricambio di minore qualità che li trasformava in ricambi originali contraffacendo le etichette originali e le certificazioni della stessa FAA. L'opinione pubblica americana inizialmente fu portata a credere che l'utilizzo dei pezzi falsi fosse prerogativa delle compagnie aeree più piccole, ma, quando venne scoperto che anche sull'Air Force One erano utilizzati ricambi non originali, si capì che il loro utilizzo era pratica comune a tutte le compagnie aeree.
La FAA adottò un sistema più rigoroso per certificare i ricambi originali e avvisò le compagnie aeree che avrebbero subito conseguenze penali se avessero accettato consapevolmente di utilizzare ricambi falsi. Nel 2000 Mary Schiavo dichiarò che il commercio di parti di ricambio contraffatte era in notevole calo grazie alle nuove misure di controllo adottate dalla FAA.

## Il volo Partnair 394 nei media
L'incidente del volo 394 della Partnair è stato analizzato nella puntata Killer silenzioso della settima stagione del documentario Indagini ad alta quota trasmesso dal National Geographic Channel.